# هیرومی هایاکاوا
مارلا هیرومی هایاکاوا سالاس (۱۹ اکتبر ۱۹۸۲–۲۷ سپتامبر ۲۰۱۷)، معروف به هیرومی هایاکاوا، بازیگر و خواننده مکزیکی ژاپنی الاصل بود که کار موسیقی خود را به عنوان یک شرکت کننده در نمایش واقعیت لا آکادمی آغاز کرد. او بیشتر در تئاتر موزیکال کار می‌کرد، اما گاهی اوقات نقش‌های تلویزیونی داشته است. هایاکاوا همچنین یک صداپیشه بود که عمدتاً روی دوبله فیلم‌ها و سریال‌های اسپانیایی آمریکایی از ایالات متحده کار می‌کرد. هایاکاوا در فوکوئوکا از آلفونسو خاویر هایاکاوا متولد شد که اصالتاً ژاپنی و بومی تورئون، کوآهویلا و لوردس السا سالاس از شهر چی‌هواهوا است و او را ژاپنی و مکزیکی‌تبار می‌داند. پدر و مادرش در فوکوئوکا اقامت داشتند در حالی که پدرش در آنجا مهندسی صنایع می‌خواند. آنها زمانی که هیرومی تنها دو سال داشت به مکزیک بازگشتند و در آن زمان، مادرش فرزند دومش، کائوری را باردار بود.

## زندگی شخصی
در سال ۲۰۰۴، هیرومی هایاکاوا در لا آکادمی شرکت کرد، او با شریک نسل سابق خود کارلوس ریورا رابطه داشت. هیرومی هایاکاوا از ۴ ژانویه ۲۰۱۷ تا ۲۷ سپتامبر ۲۰۱۷ با فرناندو سانتانا ازدواج کرد. هایاکاوا با سانتانا صاحب یک دختر شد.